# Califanthura barnardi
Califanthura barnardi là một loài chân đều trong họ Paranthuridae. Loài này được Sivertsen & Holthuis miêu tả khoa học năm 1980.